# Himno del Estado Apure
La Ley de Reforma total de la Ley de Escudo e Himno de 1978 establece que el Himno del Estado Apure, es el canto conocido con el nombre de "VUELVAN CARAS", adoptado desde el año de 1960, por Decreto del Ejecutivo del Estado Apure. Este Himno fue el ganador de un concurso abierto al efecto por el Ejecutivo Regional el 19 de abril de 1910, fecha en que se conmemoraba el Primer centenario del monumento inicial de independencia, pero no fue sino hasta 1913 cuando se oficializó según dice el Decreto de adopción.

Letra: José Amadeo Garbi 
Música: Prof. Cesar Ramírez Gómez

CORO
¡Vuelvan Caras! al grito potente
el poder colonial sucumbió
y en las pampas extensas de Apure
se oye el eco vibrar de esta voz.

I
Como el águila cruza el espacio
sin que nadie detenga su vuelo,
cruza libre el llanero este suelo
que su lanza y valor libertó.
Y si ayer a la voz de Bolívar
respondieron los Bravos Centauros,
ceñiremos de nuevos más lauros
si se alzare un tirano ante nos.

II
Son los timbres de orgullo y de gloria
Que ostentamos en nuestras banderas,
Mucuritas, Yagual, Las Queseras
Y otros campos de fama inmortal.

Y a los nobles y heroicos varones
Que de Apure ilustraron la historia,
Venerando su augusta memoria,
batiremos la palma triunfal.

III
Y hoy unidos con nuestros hermanos
de Orinoco a la cima del Ande,
a la paz que sus frutos expande,
sostendrá nuestro altivo valor.

Y teniendo por norma las leyes,
escudados en nuestros derechos,
latirán de contento los pechos
a los nombres de Patria y Honor.
Gracias prof. Luis Parra por impartir el conocimiento como es debido
Por: Victor David Blanco Corrales
- Datos: Q5898151
- Textos: Himno del Estado Apure (Venezuela)